# Хшанувек
Хшанувек (пол. Chrzanówek) — село в Польщі, у гміні Опіноґура-Ґурна Цехановського повіту Мазовецького воєводства.
У 1975-1998 роках село належало до Цехановського воєводства.